# Unica (police de caractères)
Unica est une police de caractères sans empattement néo-grotesque conçue par Team’77 (André Gürtler, Christian Mengelt et Erich Gschwind) pour la fonderie Haas à la fin des années 1970 et publiée en 1980. Initiée comme projet cherchant à combiner les points forts des polices Helvetica et Univers, elle est publiée pour la photocomposition au moment même où la technologie était en train d’être remplacée par la publication assistée par ordinateur. Les fusions d’entreprises et un différend sur les droits d’auteur ont empêché une version numérique pendant des années. En 2015, deux versions numériques ont été publiées : l’une par les ayants droit (Monotype) et l’autre avec la bénédiction de l’équipe qui l’a initialement développée.

## Versions originales
En 1972, la fonderie Haas, en Suisse, rachète son concurrent français Deberny et Peignot. Ce dernier était le détenteur des droits d’auteur de la police Univers. Ainsi Helvetica (largement basée sur Neue Haas Grotesk) et Univers sont désormais détenues par la même société. Au cours des années 1970, Haas a décidé d’introduire une version mise à jour d’Helvetica pour la photocomposition électronique à l’écran. La tâche a été confiée à Team’77 (André Gürtler, Christian Mengelt et Erich Gschwind). Le résultat était un hybride principalement d’Helvetica et d’Univers, ce qui lui a donné le nom d’Unica (un mot-valise composé Univers et d’Helvetica), incorporant également des caractéristiques d’autres polices de caractères, comme Akzidenz-Grotesk,. Haas Unica est publié en 1980. En raison de l’essor des logiciels de publication assistée par ordinateur et d’un conflit de propriété, la police de caractères a très vite disparu du marché.

### Version numérique
Jusqu’en 2008, une implémentation numérique était disponible auprès de Scangraphic dans le magasin de polices d’Elsner + Flake, mais cette implémentation a dû être retirée du marché car Linotype revendiquait les droits d’auteur de la défunte fonderie Haas. Comme la police n’est plus légalement disponible, ses détails techniques sont devenus flous. Cependant, il a été suggéré que cette police de caractères a deux tailles optiques, à savoir SB (Scangraphic Body ; conçu pour le corps du texte) et SH (Scangraphic Headline ; conçu pour les en-têtes et l’affichage). Unica SH a un espacement des lettres plus serré qu’Unica SB.

## Versions modernes

### Unica Intermédiaire (Inédit)
Créée à partir de la version numérique de Scangraphic par Louise Paradis, afin de l’utiliser dans le cadre de sa thèse de master à l’Ecal, cette nouvelle version n’a jamais été rendue publique,,. L’objectif est d’utiliser une seule graisse, entre le regular et le medium, pour toute la publication. Cette version de la fonte est utilisée pour le site web "TM Research Archive" en 2012, et dans le livre 30 Years of Swiss Typographic Discourse in the Typographische Monatsblätter édité par Lars Müller Publishers en 2013, avec l’autorisation de Christian Mengelt.

### Neue Haas Unica (2014-2015)
Conçue par Toshi Omagari pour Monotype, il s’agit d’une révision basée sur les fichiers de photocomposition Unica de Team’77 trouvés dans les archives de Monotype en Allemagne.
La police comprend neuf graisses en une largeur, avec des italiques complémentaires, totalisant 18 styles. Le symbole euro dans cette version a des terminaux horizontaux comme dans Helvetica et Neue Haas Grotesk. Elle n’offre pas de points arrondis, mais comprend des petites majuscules. Neue Haas Unica propose également une version paneuropéenne (W1G) qui offre une couverture des caractères grecs et cyrilliques. Neue Haas Unica Paneuropean est vendu séparément de la version de base.

### Unica77 (2015-2016)
Il s’agit d’une version basée sur les dessins originaux des années 1970. Elle a été créée en coopération avec Maurice Göldner et Christian Mengelt (qui était membre de Team’77 et autorisa cette implémentation d’Unica) pour la fonderie de caractères suisse Lineto. Selon le créateur de caractères, Albert-Jan Pool, Lineto paie (contrairement à Monotype) une redevance à Team’77. Les modifications apportées à Haas Unica incluent l’ajout du symbole euro, avec des terminaux verticaux comme dans Univers et Neue Helvetica. Cette version utilise des alternatives stylistiques pour offrir une version avec des points et des signes de ponctuation ronds.
La version initiale a été publiée le 7 mars 2015 avec huit fontes en quatre graisses (léger, normal, gras, noir) et une largeur, avec des italiques complémentaires. Six fontes en trois graisses supplémentaires (Thin, Medium, Extra Black) sont sorties en février 2016. En termes de prise en charge linguistique, Unica77 propose quatre versions, à savoir Latin, Cyrillic, Greek et Paneuro.

### Différences entre Neue Haas Unica et Unica77

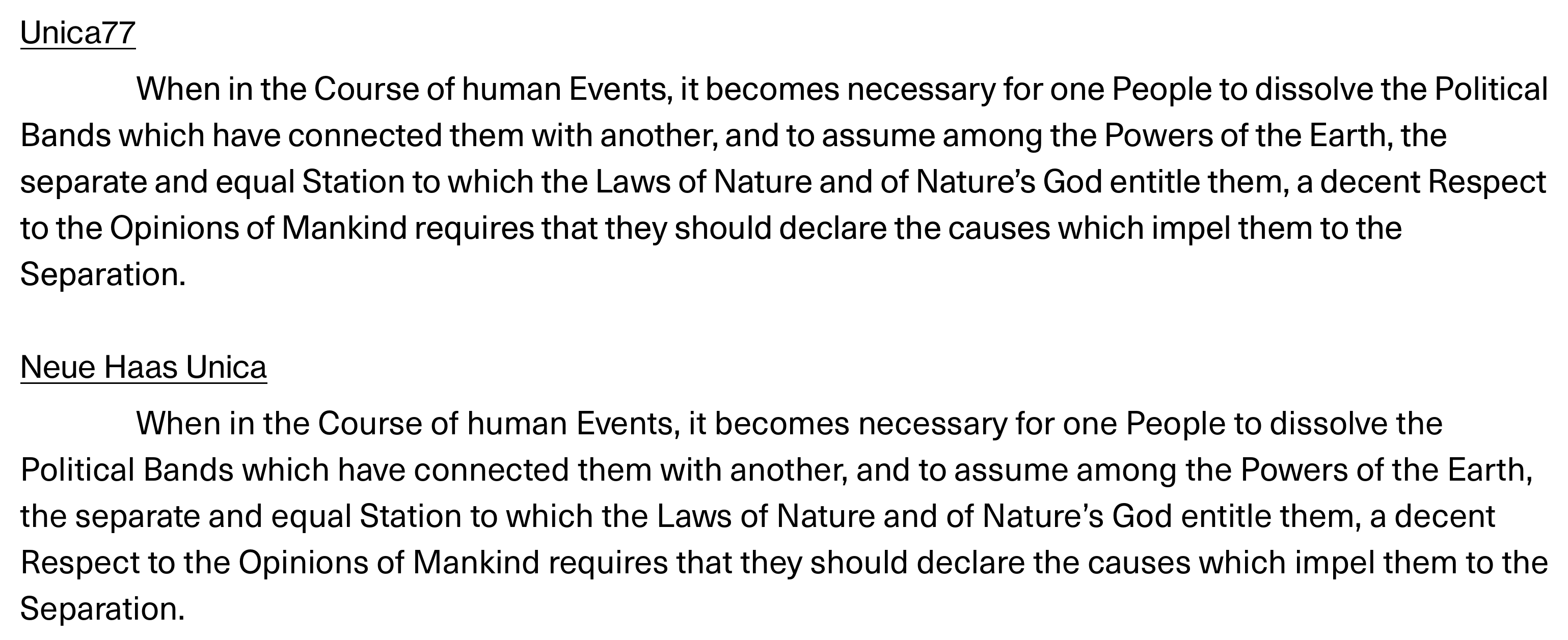
Comparaison entre Unica77 et Neue Haas Unica. Les deux polices sont définies dans les mêmes hauteurs x. Notez que les titres sont définis en Helvetica (Neue Haas Grotesk).

Les dessins de caractères de Neue Haas Unica et Unica77 sont très similaires car les deux polices sont basées sur l’Unica originale de la fonderie Haas. Cependant, ils présentent un certain nombre de différences subtiles : Unica77 a une hauteur d’x légèrement plus grande que Neue Haas Unica ; au même poids et à la même taille de point, Unica77 a un espacement des lettres plus serré par défaut et ses caractères sont plus lourds que Neue Haas Unica. Ces différences sont plus visibles avec un texte long défini sur une petite taille.
Comme mentionné ci-dessus, le symbole euro est différent entre les deux polices de caractères.